# Thermus thermophilus
Thermus thermophilus é uma eubactéria Gram negativa usada em uma larga variedade de aplicações biotecnológicas, sendo usada inclusive como modelo para manipulações genéticas, genômica estrutural e biologia sistêmica. A bactéria é extremamente termofílica, com uma temperatura ótima de crescimento ao redor dos 65ºC. A Thermus thermophilus foi isolada pela primeira vez no respiradouro de um gêiser em Izu, no Japão, por Tairo Oshima e Katuzomo Imahori. Esse organismo exerce um papel importante na degradação de materiais orgânicos durante as fases termogênicas da compostagem e foi classificado em diversas cepas, entre as quais a HB8 e a HB27 são as mais usadas em laboratórios. A análise do genoma dessas cepas foi terminada em 2004.

## Aplicações biotecnológicas das enzimas daThermus thermophilus
- A rTth DNA polimerase é uma enzima DNA polimerase recombinante derivada da Thermus thermophilus, com uma atividade ótima entre 70-80ºC, usada em algumas aplicações de PCR. A enzima possui um eficiente funcionamento de transcriptase reversa na presença de manganês.